# Bełżecrättegången
Belzecrättegången var en rättegång mot åtta misstänkta krigsförbrytare som hade tjänstgjort i förintelselägret Bełżec under andra världskriget. Rättegången varade från den 8 augusti 1963 till den 21 januari 1965. Tillsammans med Sobibórrättegången och Treblinkarättegångarna utgör Bełżecrättegången ett mycket omfattande historiskt bevismaterial om nazisternas folkmord på drygt 2 000 000 judar och 50 000 romer. Detta massmord förövades inom ramen för Operation Reinhard.
Vid rättegången vittnade bland andra Wilhelm Pfannenstiel, som tillsammans med Kurt Gerstein i augusti 1942 bevittnade gasandet av judar i Bełżec. Endast en av de åtalade, Josef Oberhauser, dömdes till fängelse. Åtalet mot de övriga sju lades ned, då domstolen bedömde att de hade varit tvungna att lyda order.

## Åtalade
| Åtalad            | Funktion i Bełżec                                                       | Brott                               | Dom                                                                    |
| ----------------- | ----------------------------------------------------------------------- | ----------------------------------- | ---------------------------------------------------------------------- |
| Josef Oberhauser  | Christian Wirths adjutant                                               | Medansvarig för mord i 300 000 fall | 4 år och 6 månaders fängelse                                           |
| Erich Fuchs       | Mottagande av nyanlända interner                                        | Medansvarig för mord i 90 000 fall  | Frikänd på grund av att ha handlat under tvång (tyska Putativnotstand) |
| Heinrich Gley     | Mottagande av nyanlända interner, övervakning vid avklädningsbarackerna | Medansvarig för mord i 170 000 fall | Frikänd på grund av att ha handlat under tvång (tyska Putativnotstand) |
| Werner Dubois     | Mottagande av nyanlända interner                                        | Medansvarig för mord i 360 000 fall | Frikänd på grund av att ha handlat under tvång (tyska Putativnotstand) |
| Karl Schluch      |                                                                         | Medansvarig för mord i 360 000 fall | Frikänd på grund av att ha handlat under tvång (tyska Putativnotstand) |
| Heinrich Unverhau |                                                                         | Medansvarig för mord i 360 000 fall | Frikänd på grund av att ha handlat under tvång (tyska Putativnotstand) |
| Robert Jührs      |                                                                         | Medansvarig för mord i 360 000 fall | Frikänd på grund av att ha handlat under tvång (tyska Putativnotstand) |
| Ernst Zierke      | Mottagande av nyanlända interner                                        | Medansvarig för mord i 360 000 fall | Frikänd på grund av att ha handlat under tvång (tyska Putativnotstand) |